# Gołąbek szmaragdowy
Gołąbek szmaragdowy (Russula innocua (Singer) Romagn. ex Bon) – gatunek grzybów należący do rodziny gołąbkowatych (Russulaceae).

## Systematyka i nazewnictwo
Pozycja w klasyfikacji według Index Fungorum: Russula, Russulaceae, Russulales, Incertae sedis, Agaricomycetes, Agaricomycotina, Basidiomycota, Fungi.
Po raz pierwszy opisał go w 1970 roku Rolf Singer jako odmianę Russula smaragdina (Russula smaragdina var. innocua). W 1982 r. Henri Charles Louis Romagnesi i Marcel Bon podnieśli go do rangi gatunku. Synonimy:
- Russula innocua (Singer) Romagn. 1970
- Russula smaragdina var. innocua Singer 1935

Polską nazwę nadała Alina Skirgiełło w 1991 r.

## Morfologia
Kapelusz
Średnica 3–5 cm, wypukły z centralnym zagłębieniem i żłobkowanym brzegiem. Powierzchnia biała, na środku żółtawobiała, śluzowata w stanie wilgotnym, gruzełkowato-prążkowana. Skórka daje się zedrzeć na 1/2–3/4 promienia, jest gładka i błyszcząca.
Blaszki
Przyrośnięte, kruche, białe, o szerokości do 4 mm szerokości, brzuchate, bez blaszeczek lub rzadko z bardzo małymi blaszeczkami, nierozdwojone, drobno żyłkowane, szarzejące podczas dotykania. Ostrza pełne, tej samej barwy.
Trzon
Wysokość 3–3,5 cm, grubość 0,6–1 cm, centralny, cylindryczny, zwężający się do maczugowatej podstawy, kruchy, gąbczasty. Powierzchnia biała, gładka i naga, sucha, szarzejąca po dotknięciu.
Miąższ
Biały, o grubości do 2 mm, miękki, szarzejący podczas schnięcia. Zapach niecharakterystyczny. Smak łagodny do ostrego.
Cechy mikroskopowe
Zarodniki 7,5–9,6 × 6,6–8,7 µm, Q=1–1,3, prawie kuliste do szerokoelipsoidalnych, pokryte izolowanymi, amyloidalnymi brodawkami o wysokości do 1,2 µm, bez jakichkolwiek łączników. Podstawki 28–34 × 10–12 µm, maczugowate, 4-zarodnikowe, ze sterygmami o długości do 4 µm. Brzegi blaszek heteromorficzne; cheilocystydy i pleurocystydy podobne. Cheilocystydy 22–40 × 6,5–10 µm, szeroko maczugowate, cienkościenne, wypełnione ziarnistą zawartością refrakcyjną, czarne w sulfowanilinie. Pleurocystydy podobne, ale większe, 36–58 × 9,5–12 µm. Trama w kapeluszu heteromeryczna ze sferocytami i strzępkami. Sferocyty 24–54 × 21–48 µm, cienkościenne, bezbarwne, strzępki cienkościenne, bezbarwne, septowane, rozgałęzione, o średnicy do 6 µm. Epikutis żelatynizowany o wyprostowanych, tępo zakończonych włoskach, 19,2–72 × 2,4–3 µm, niektóre smukłe i nitkowate, niektóre o umiarkowanie grubych, refrakcyjnych ścianach, przeplatanych licznymi wąsko maczugowatymi, pileocystydami 39–78 × 3–6 µm, czerniejącymi w sulfowanilinie, często wystającymi. Skórka trzonu zbudowana z równolegle ułożonych strzępek, rozerwanych przez kaulocystydy 24–44 × 4,8–6 µm, o kształcie cylindrycznym do cylindryczno-maczugowatego z refrakcyjną, ziarnistą zawartością, czerniejącymi w sulfowanilinie. Występują strzępki oleiste. Brak sprzążek.

## Występowanie i siedlisko
Podano stanowiska w Europie i w Indiach. Gatunek bardzo rzadki. W Polsce do 2003 roku jedyne stanowisko podała Alina Skirgiełło w Beskidzie Śląskim w 1991 r., w późniejszych latach podano następne.
Naziemny grzyb mykoryzowy. Występuje w lasach liściastych.